# Cassagnaudiella
Genre
Cassagnaudiella est un genre de collemboles de la famille des Bourletiellidae.

## Liste des espèces
Selon Checklist of the Collembola of the World (version du 13 août 2019) :
- Cassagnaudiella cadiensis Nayrolles, 1995
- Cassagnaudiella caeruleovernalis Nayrolles, 1995
- Cassagnaudiella canigouensis Nayrolles, 1995
- Cassagnaudiella cruciata (Haybach, 1972)
- Cassagnaudiella gamae (Bretfeld, 1994)
- Cassagnaudiella lanceolata Bretfeld, 2001
- Cassagnaudiella luteovernalis Nayrolles, 1995
- Cassagnaudiella pruinosa (Tullberg, 1871)

## Étymologie
Ce genre est nommé en l'honneur de Paul Cassagnau.

## Publication originale
- Ellis, 1975 : On Bourletiella (Cassagnaudiella) pruinosa (Tullberg, 1871) and its allies (Collembola: Sminthuridae). Bulletin Zoologisch Museum, vol. 4, no 9, p. 69-81.